# Beverly Hills 90210
Beverly Hills 90210 (også kendt under dens korte titel, 90210) er en amerikansk ungdoms-dramaserie, der er skabt af Darren Star og produceret af Aaron Spelling under hans produktionsselskab Spelling Television. Serien løb i 293 afsnit á 44 minutter fordelt på 10 sæsoner på Fox i USA fra oktober 1990 til maj 2000, og er den første ud af seks serier i Beverly Hills, 90210-franchisen. I Danmark blev serien vist på TV 2 og senere TV 2 Zulu. Serien følger en gruppe venner fra den amerikanske overklasse bosat i den stjernespækkede del af Beverly Hills, Californien, og serien følger dem fra high school til college og videre ind i voksenlivet. "90210" er en reference til et af byens postnumre. Medvirkende i serien er bl.a. Jason Priestley, Shannen Doherty, Jennie Garth, Luke Perry, Gabrielle Carteris, Brian Austin Green, Ian Ziering, Tori Spelling og Joe E. Tata.
Seriens grundlæggende præmis handler om tvillingerne Brandon og Brenda Walshs tilvænning og kulturchok, da de sammen med deres forældre, Jim og Cindy, flytter fra Minneapolis, Minnesota, til Beverly Hills, Californien. Som serien udvikler sig i takt med karakternes udvikling, venskaber og romantiske forhold, kommer emner som sex, voldtægt, homofobi, dyrerettigheder, alkolholisme, stofmisbrug, vold i hjemmet, spiseforstyrrelser, antisemitisme, racisme, selvmord blandt teenagere, teenage-graviditeter og AIDS op.

## Serieoversigt
| Sæson | Sæson | Afsnit | Oprindelig sendt | Oprindelig sendt | DVD-udgivelser               |
| Sæson | Sæson | Afsnit | Start            | Slut             | DVD-udgivelser               |
| ----- | ----- | ------ | ---------------- | ---------------- | ---------------------------- |
|       | 1     | 22     | 1990             | 1991             | 7. november 2006 af CBS DVD. |
|       | 2     | 28     | 1991             | 1992             | 14. maj 2007 af CBS DVD.     |
|       | 3     | 30     | 1992             | 1993             | 11. december 2007            |
|       | 4     | 32     | 1993             | 1994             | 29. april 2008 af CBS DVD    |
|       | 5     | 32     | 1994             | 1995             | 29. juli 2008                |
|       | 6     | 32     | 1995             | 1996             | 25. november 2008            |
|       | 7     | 32     | 1996             | 1997             | 7. april 2009                |
|       | 8     | 32     | 1997             | 1998             | 24. november 2009            |
|       | 9     | 26     | 1998             | 1999             | 2.februar 2010               |
|       | 10    | 27     | 1999             | 2000             | 2. november 2010             |

## Medvirkende
| Skuespiller            | Rolle            | Sæsoner                            |
| ---------------------- | ---------------- | ---------------------------------- |
| Jennie Garth           | Kelly Taylor     | 1990-2000(1-10)s.                  |
| Luke Perry             | Dylan McKay      | 1990-1996, 1999-2000(1-6),(9-10)s. |
| Tiffani-Amber Thiessen | Valerie Malone   | 1995-1998(5-8)s.                   |
| Lindsay Price          | Janet Sosna      | 1998-2000(8-10)s.                  |
| Ian Ziering            | Steve Sanders    | 1990-2000(1-10)s.                  |
| Gabrielle Carteris     | Andrea Zuckerman | 1990-1995(1-5)s.                   |
| Brian Austin Green     | David Silver     | 1990-2000(1-10)s.                  |
| Tori Spelling          | Donna Martin     | 1990-2000(1-10)s.                  |
| Shannen Doherty        | Brenda Walsh     | 1990-1994(1-4)s.                   |
| Jason Priestley        | Brandon Walsh    | 1990-1998(1-8)s.                   |
| Carol Potter           | Cindy Walsh      | 1990-1995(1-5)s.                   |
| Joe E. Tata            | Nat Bussichio    | 1990-2000(1-10)s.                  |
| Christine Elise        | Emily Valentine  | 1991-1992(1-2)s.                   |
| Mark Damon Espinoza    | Jesse Vasquez    | 1993-1995(3-5)s.                   |
| Kathleen Robertson     | Clare Arnold     | 1994-1997(4-7)s.                   |
| Douglas Emerson        | Scott Scanlon    | 1990-1991(1-2)s.                   |
| Jamie Walters          | Ray Pruit        | 1994-1996(4-6)s.                   |
| Hilary Swank           | Carly Reynolds   | 1998-1998(8)s.                     |
| Vincent Young          | Noah Hunter      | 1998-2000(8-10)s.                  |
| Vanessa Marcil         | Gina Kincaid     | 1999-2000(9-10)s.                  |
| James Eckhouse         | Jim Walsh        | 1990-1995(1-5)s.                   |
| Daniel Cosgrove        | Matt Durning     | 1999-2000 (9-10)s.                 |

### Andre karakterer
- Nikki Witt
- Susan Keats
- Tracy Gaylian
- Stuart Carson
- Joe Bradley
- Antonia "Toni" Marchette
- Colin Robbins
- Camille Desmond
- Jackie Taylor
- Dr. John & Felice Martin
- Abby Malone
- Mrs. Yvonne Teasley
- Gil Meyers

## Popularitet
Serien havde enorm succes i 90'erne og har uden tvivl præget mange unges liv i hele verden. Serien er blevet genudsendt adskillige gange på hverdage på TV 2 og på TV 2 Zulu.

## Spinoff-serier
Beverly Hills 90210 fik spin-off serien Melrose Place i 1992. Melrose Place fik i sig selv spin-off serien Models, Inc. i 1994.
I 2008 blev det bekræftet, at spinoff-serien 90210  ville blive produceret fra året efter, og at blandt andre Jennie Garth ville medvirke som den modne Kelly Taylor, der nu er erhvervsvejleder på sit gamle gymnasium West Beverly Hills High. 